# 正覚院 (長野市)
正覚院（しょうがくいん）は、長野県長野市安茂里に存在する真言宗智山派の寺院。山号は慶紫山、寺号は月輪寺。善光寺七寺に挙げられる場合がある。本尊は大日如来。
　

## 歴史
寺伝によれば、天安2年（859年）に比叡山延暦寺住職円仁（慈覚大師）が天台宗月林寺として開山したと伝わる。元和元年（1615年）、中興となった良秀住職によって、西後町にあった高野山龍光院末寺の正覚院無量寺と合併し、智積院の末寺として真言宗に改め、月輪寺と改称した。『吾妻鏡』文治2年条には延暦寺の荘園末寺として登場する。

## 境内
本堂、庫裡、仁王門のほか、山麓に観音堂と荒神堂がある。観音堂には平安時代初期の木造観音菩薩立像（長野県宝）が安置されている。また地元の和算家が奉納した算額がある。毎月4月18日には観音会（かんのんえ）が開催される。